# Pedro Cherta Clos
Pedro Cherta Clos (28 de septiembre de 1908 - 6 de mayo de 1992) fue un escritor y jugador de ajedrez español.

## Resultados destacados en competición
Fue dos veces subcampeón de Cataluña de ajedrez, en los años 1933 y 1949.
Participó representando a España en una Copa Clare Benedict en el año 1960 en Biel/Bienne.
En el año 1935 tuvo la oportunidad de jugar simultáneas contra dos Campeones del Mundo, el 27 de enero Alexander Alekhine jugó 13 simultáneas con control de tiempo en el Club de Ajedrez Barcelona, con el resultado de +10 = 3 -0, y Cherta fue uno de los tres jugadores que consiguieron entablar. El 14 de diciembre José Raúl Capablanca jugó diez simultáneas con control de tiempo el Club de Ajedrez Barcelona, con el resultado de +9 = 0, -1, y Cherta fue uno de los perdedores.

## Libros Publicados
Ha escrito los siguientes libros:
- Defensa Siciliana, variante Paulsen, editorial Martínez Roca, colección Escaques, ISBN 84-270-01-09-6, Barcelona, año 1971.
- Defensa Siciliana, variante Najdorf, editorial Martínez Roca, colección Escaques, ISBN 84-270-0106-1, Barcelona, año 1972.
- Defensa India de Rey, editorial Martínez Roca, colección Escaques, ISBN 978-84-270-0134-3, Barcelona, año 1978.